# Лендьель, Жозе
Йозеф Лендьель (венг. Lengyel Joseph; 1 марта 1908, Торня, Австро-Венгрия — неизвестно), в других источниках Йо́жеф Лендьель (венг. Lengyel József), более известный под именем Жозе́ Лендьель (порт.-браз. José Lengyel) или Жозе Лендьль (порт.-браз. José Lengyl) — венгерский футболист, вратарь.

## Карьера
Жозе Лендьель родился Австро-Венгрии. В середине 1920-х годов он приехал в Бразилию. Лендьель начал карьеру в 1929 году в клубе «Креспи», где выступал до 1931 года. Затем он перешёл в клуб «Сан-Паулу да Флореста». 14 мая 1933 года футболист дебютировал в составе клуба, в котором тот проиграл со счётом 2:3 «Палестре Италии». Там игрок провёл две сезона, сыграв в 26 матчах. Последней встречей Лендьеля за клуб стал матч против 25 марта 1934 года с «Сантосом» (4:3). Причиной ухода стал конфликт: голкипер отказался тренироваться перед матчем с «Сирио» и выдвинул для клуба требования, которые «Сан-Паулу» посчитал неуместными. В мае контракт Жозе с клубом истекал, и потом он сразу по его окончании покинул команду.
Летом 1934 года Лендьель перешёл в клуб «Коринтианс», который искал замену ушедшему Жагуаре. 16 сентября 1934 года он дебютировал в составе команды в матче с «Португезой Деспортос» (1:2). Годом позже в клуб пришёл другой вратарь с именем Жозе, из-за чего Лендьеля стали называть «Жозе I». В 1936 году он выиграл с командой турнира Начала чемпионата Паулиста, а годом позже отпраздновал победу в чемпионате штата Сан-Паулу. Это достижение голкипер повторил и в 1938 году. В следующем игроками «Коринтианса» стали два вратаря — Фаусто Баркетта и Жоэл, из-за чего Лендьель потерял место в основном составе. Клуб выиграл ещё один чемпионат штат, но сам Жозе не сыграл на турнире ни одной встречи. 22 сентября 1940 года Лендьель провёл последний матч за клуб, в котором «Коринтианс» проиграл «Жувентусу» со счётом 2:4. Всего за клуб он провёл 138 матчей, по другим данным — 145 матчей, по третьим — 135 игр, в которых пропустил 182 гола, по четвёртым — 137 матчей, в которых пропустил 180 мячей. Из которых 57 встреч в чемпионате штата и 5 игр в турнире Рио-Сан-Паулу. После этого, Жозе перешёл в клуб «Сантос».

## Достижения
- Победитель турнира Начала чемпионата Паулиста: 1936 (LPF), 1938
- Чемпион штата Сан-Паулу: 1937, 1938